# Moumina Houmed Hassan
Moumina Houmed Hassan (arabisch مومينا هومد حسن) ist eine Politikerin in Dschibuti. Sie diente als Minister for Women and the Family. Hassan wurde von Premierminister Abdoulkader Kamil Mohamed im Mai 2016 ins Kabinett berufen. Sie ist die Nachfolgerin von Hasna Barkat Daoud.

## Leben

### Karriere
Vor ihrem Eintritt ins Kabinett war Hassan Exekutivsekretärin des Sekretariats für die Reform der öffentlichen Verwaltung. Der Schwerpunkt während ihrer Amtszeit lag auf der Modernisierung der Gesetzestexte für Verwaltungshandeln, der Entwicklung von Personalhandbüchern für Ministerien und der Umsetzung der Erklärung zum Bürgerdienst.

### Genitalverstümmelung (Female Genital Mutilation)
Als Ministerin hat Hassan gemeinsam mit UNICEF und dem Bevölkerungsfonds der Vereinten Nationen (UNFPA) eine neue Strategie für 2018 bis 2022 zur Bekämpfung weiblicher Genitalverstümmelung (FGM) entwickelt. Trotz Gesetzen gegen diese Praxis waren 2012 80 % der 15- bis 49-jährigen Frauen in Dschibuti betroffen, auch wenn ein rückläufiger Trend zu verzeichnen ist. Hassan gibt an, dass Gesetze allein die traditionelle Praxis nicht stoppen werden. Die Strategie fordert mehr Bewusstsein und Aufklärung durch die Mobilisierung von Gemeinschaften, traditionellen Führern, Künstlern und Medien mit der Unterstützung technischer und finanzieller Partner.
Hassan hat sich für die Entwicklung spezifischer Strategien zur Bekämpfung der HIV/AIDS-Präventio unter Frauen in Ländern wie Dschibuti eingesetzt, die die lokalen sozialen und kulturellen Normen berücksichtigen.